# Figueira de Castelo Rodrigo (freguesia)
Figueira de Castelo Rodrigo is een plaats (freguesia) in de Portugese gemeente Figueira de Castelo Rodrigo en telt 2253 inwoners (2001).